# 日笠淳
日笠 淳（ひかさ じゅん、1958年8月8日 - ）は、日本のテレビドラマ・映画プロデューサー。東映株式会社テレビ企画制作部参与。元東映テレビ・プロダクション代表取締役社長。岡山県出身。東京大学法学部卒業。

## 略歴・来歴
- 1982年 - 第31期として東映に入社。入社後は『土曜ワイド劇場』『鬼が来た』などの一般ドラマのアシスタントプロデュースを担当。
- 1984年 - 『星雲仮面マシンマン』にて吉川進の下でプロデュース補（表記は「プロデューサー」）を務める。同番組終了後、『宇宙刑事シャイダー』の中途よりプロデューサー補として参加。以後、メタルヒーローシリーズで吉川進、折田至の下で番組制作に参加。
- 1987年 - 『超人機メタルダー』より正規プロデューサーに昇格。次回予告の「こいつはすごいぜ!」という台詞の発案者でもある。
- 1988年 -  メタルヒーローシリーズから東映不思議コメディーシリーズに移動、『じゃあまん探偵団 魔隣組』に参加。翌年の『魔法少女ちゅうかなぱいぱい!』でチーフプロデューサーに昇格[1]。小林義明と共に同シリーズ終了まで全作品に携わる。
- 1995年 - 『重甲ビーファイター』よりメタルヒーローシリーズに復帰、『テツワン探偵ロボタック』までの4作品をプロデュース[1]。
- 1999年 - スーパー戦隊シリーズに初参加。『救急戦隊ゴーゴーファイブ』より『爆竜戦隊アバレンジャー』までの5作品をプロデュース。
- 2004年 - 仮面ライダーシリーズ初参加、『仮面ライダー剣』をプロデュース[1]。
- 2005年 - 東映社員と結婚。
- 2006年 - 『轟轟戦隊ボウケンジャー』よりスーパー戦隊シリーズに復帰。
- 2008年 - 『炎神戦隊ゴーオンジャー』をプロデュース。
- 2010年 - 『天装戦隊ゴセイジャー』をプロデュース。中盤まで若松豪と共にチーフプロデューサーを担当した。
- 2011年 - テレビ第二営業部長に就任し、キャラクター作品全般に横断的に関わる[4]。
- 2012年 - 『非公認戦隊アキバレンジャー』をプロデュース。メイン監督には監督としては初の付き合いとなる田﨑竜太を起用。秋公開の『宇宙刑事ギャバン THE MOVIE』の制作も担当。
- 2013年 - 『シージェッター海斗 特別編』、『非公認戦隊アキバレンジャーシーズン痛』、『忍風戦隊ハリケンジャー 10 YEARS AFTER』をプロデュース。
- 2014年 - 東映テレビ・プロダクション代表取締役社長に就任[1]。『宇宙刑事シャリバン NEXT GENERATION』『宇宙刑事シャイダー NEXT GENERATION』をプロデュース。
- 2023年 - 東映テレビ・プロダクション代表取締役社長を退任[3]。7月より東映株式会社テレビ企画制作部参与に就任[3][2]。

## エピソード
- 学生時代は演芸系サークルの「奇術愛好会」に所属[5]。勉学に励んでいたが、大学時代に麻雀などの遊びを覚え、その中で知り合った人々にマスコミ志望が多かったことから影響を受け、さらに就職活動を開始した時期に映画会社の定期採用が再開し、東映へ入社した[1]。東映を選んだ理由として、プロデューサーを職種採用していたことを挙げている[1]。スターウォーズのようなSFがやりたいとのことだった[5]。
- 日笠と仕事を共にする脚本家やテレビ局のプロデューサーの証言によると、シリーズ構成のイニシアティブを一人で握ることはなく、作品の方向性を多くのスタッフとともに練り上げるタイプのクリエーターとの評がある。テレビ朝日のシュレック・ヘドウィックプロデューサーによると、同じ東映の塚田英明より日笠との打ち合わせのほうが長時間に亘ることが多いとコメントしている。脚本家の荒川稔久は、日笠について脚本家のやりたいことに対し的確な助言をくれるタイプと評している[6]。
- 初めてプロデューサーを務めた『星雲仮面マシンマン』では、原作者の石ノ森章太郎に怪人のデザインを描いてもらうことが一番の大仕事であったという[1]。吉川進の証言によるとプロデュース以外にも、『マシンマン』のエンディングテーマ「俺の名前はマシンマン」の作詞を八手三郎名義で担当している。
- 『轟轟戦隊ボウケンジャー』の第28話では脚本の都合上ロボやメカが大量に登場するため、サブプロデューサーの宇都宮孝明は物語が煩雑になる可能性を懸念した。この回の担当監督は竹本昇だったが、結果的にはその問題点が解消された纏まった出来であったという。完成作品の試写を見終わった後、共に見ていた日笠が宇都宮に「竹本監督だからこういう風に撮れるんだよ」と耳打ちしたという[要出典]。
- かつて雑誌のインタビュー[要文献特定詳細情報]にて「いずれ『秘密戦隊ゴレンジャー』から最新の戦隊まで全ての戦隊ヒーローが揃った映画を作りたい」と構想を語ったことがある。しかし、このテーマについては日笠の上司である鈴木武幸（東映専務取締役）が「今の子供たちは『チェンジマン』とか知らないだろうし、作ったってヒットするかどうか分からないから…」とやや否定的なニュアンスで語っていた。しかし、この日笠の構想は後に『海賊戦隊ゴーカイジャー』第1話および『ゴーカイジャー ゴセイジャー スーパー戦隊199ヒーロー大決戦』に結実することとなる。このことに関して本人は「あれも僕も直前まで実現できるとは思ってなかった（笑）やっぱり『仮面ライダーディケイド』の成功があったから、実現できたんだと思います」とコメントしている[4]。
- プロデューサーとしての参加ではないが、『超忍者隊イナズマ!SPARK』でカメオ出演している。
- 『ゴーオンジャー』終了後、ホームページに「プロデューサー生活25年、初めて監督陣に自分より年上の人間がいない状況を経験した」と語り、「『ゴーオンジャー』がたとえ自分の関わった戦隊の最後になったとしても悔いの残らない出来になった」と完全燃焼した思いを吐露した。また「優秀な若者も育っているし、いつまでもジジイがプロデューサーをやるのは良くないんじゃないか」、「戦隊に関わるのは『ゴーオンジャー』で最後かも」とも語っていた[要文献特定詳細情報]。2010年『天装戦隊ゴセイジャー』にてプロデュースを担当しているが、中盤のepic32で降板。これについて日笠は、当初は自身にプロデューサーのオファーがあったが、『ゴーオンジャー』で最後だと思っていたこともあり若い人を起用すべきだと進言し、若松に決定権を委ね日笠がそれをフォローするという体制であったことを証言している[7]。
- 競馬好き。必殺技は「万馬剣」の競馬戦隊をやることが夢とのこと[5]。
- 新規番組枠であった『星雲仮面マシンマン』を初担当したことに始まり、各シリーズでも節目に立ち会うことが多かったことを述べている[1]。

## 親密なスタッフ
- 演出家ではシリーズを問わず特に諸田敏、渡辺勝也と数多くの作品でコンビを組んでいる。特に諸田は『救急戦隊ゴーゴーファイブ』以降『天装戦隊ゴセイジャー』に至るまで9シリーズ連続で日笠プロデュース作品に参加しているが『非公認戦隊アキバレンジャー』以降の作品には不参加。また渡辺にはスーパー戦隊シリーズ以外の現場で初めて監督を任せ、その後初のパイロット監督の大任を託すなど全面的な信頼を置いている。その他は竹本昇、中澤祥次郎、石田秀範、鈴村展弘といった演出家を起用。かつては坂本太郎、村山新治、三ツ村鐵治、佐伯孚治、岩原直樹、小中肇を多く起用していた。佐伯は東映入社以前から個人的にファンであったという。
- 脚本家では荒川稔久、浦沢義雄、宮下隼一、小林靖子、武上純希、會川昇と組むことが多い。
- 撮影監督では松村文雄とは初の連続テレビドラマプロデュースとなる『マシンマン』以降30年以上に及ぶ付き合い。大沢信吾も不思議コメディシリーズから戦隊シリーズに至るまで、数多くの日笠作品で撮影を担当しており、両名以外では菊池亘を起用する機会も多い。
- キャラクターデザインには近年の作品『炎神戦隊ゴーオンジャー』、『天装戦隊ゴセイジャー』で酉澤安施を連続して起用しており、さとうけいいちとも近密。

## 主な作品

### テレビドラマ
- 星雲仮面マシンマン（1984年） - プロデューサー（プロデューサー補）
- 仮面ライダー剣（2004年 - 2005年） - チーフプロデューサー
- メタルヒーローシリーズ
  - 宇宙刑事シャイダー（1984年 - 1985年） - プロデューサー補
  - 巨獣特捜ジャスピオン（1985年 - 1986年） - プロデューサー補
  - 時空戦士スピルバン（1986年 - 1987年） - プロデューサー補
  - 超人機メタルダー（1987年 - 1988年） - プロデューサー
  - 重甲ビーファイター（1995年 - 1996年） - プロデューサー
  - ビーファイターカブト（1996年 - 1997年） - チーフプロデューサー
  - ビーロボカブタック（1997年 - 1998年） - チーフプロデューサー
  - テツワン探偵ロボタック（1998年 - 1999年） - チーフプロデューサー
- 東映不思議コメディーシリーズ
  - じゃあまん探偵団 魔隣組（1988年） - プロデューサー
  - 魔法少女ちゅうかなぱいぱい!（1989年） - チーフプロデューサー
  - 魔法少女ちゅうかないぱねま!（1989年） - チーフプロデューサー
  - 美少女仮面ポワトリン（1990年） - チーフプロデューサー
  - 不思議少女ナイルなトトメス（1991年） - チーフプロデューサー
  - うたう!大龍宮城（1992年） - チーフプロデューサー
  - 有言実行三姉妹シュシュトリアン（1993年） - チーフプロデューサー
- スーパー戦隊シリーズ
  - 救急戦隊ゴーゴーファイブ（1999年 - 2000年） - チーフプロデューサー
  - 未来戦隊タイムレンジャー（2000年 - 2001年） - チーフプロデューサー
  - 百獣戦隊ガオレンジャー（2001年 - 2002年） - チーフプロデューサー
  - 忍風戦隊ハリケンジャー（2002年 - 2003年） - チーフプロデューサー
  - 爆竜戦隊アバレンジャー（2003年 - 2004年） - チーフプロデューサー
  - 轟轟戦隊ボウケンジャー（2006年 - 2007年） - チーフプロデューサー
  - 炎神戦隊ゴーオンジャー（2008年 - 2009年） - チーフプロデューサー
  - 天装戦隊ゴセイジャー（2010年 - 2011年） - チーフプロデューサー※epic32まで
  - スーパー戦隊VSシリーズ劇場（2010年） - チーフプロデューサー
  - 非公認戦隊アキバレンジャー（2012年） - チーフプロデューサー
  - 非公認戦隊アキバレンジャー シーズン痛（2013年） - チーフプロデューサー

### テレビドラマ（単発）
- 土曜ワイド劇場（年数、作品名不明）
- 鬼が来た（1983年）
- ゲゲゲの鬼太郎（1985年） - プロデューサー補
- 世にも奇妙な物語（1990年、1991年、1992年、1993年、1994年）
- 大人は判ってくれない（1992年） - プロデューサー

### オリジナルビデオ
前項に属する作品のビデオ化タイトルは除く。
- 妖怪奇伝ゲゲゲの鬼太郎 魔笛エロイムエッサイム（1987年） - プロデューサー
- 大予言/復活の巨神（1992年） - プロデューサー
- ウルトラマンVS仮面ライダー（1993年） - プロデューサー
- 忍風戦隊ハリケンジャー 10 YEARS AFTER（2013年） - エグゼクティブプロデューサー
- 宇宙刑事 NEXT GENERATION（2014年） - エグゼクティブプロデューサー
- 炎神戦隊ゴーオンジャー 10 YEARS GRANDPRIX（2018年） - エグゼクティブプロデューサー

### 映画
前項に属する作品の映画化は除く。
- 宇宙刑事ギャバン THE MOVIE（2012年） - プロデューサー
- シージェッター海斗 特別編（2013年） - プロデューサー

### その他
- 動物戦隊ジュウオウジャー スーパー動物大戦（2016年） - 八手三郎 役 カメオ出演